# Rupert Hirner
Rupert Hirner (* 28. November 1961) ist ein ehemaliger österreichischer Skispringer.

## Sportliche Karriere
Hirner startete zwischen 1981 und 1985 bei den österreichischen Springen zur Vierschanzentournee. Bei der Vierschanzentournee 1982/83 bestritt er zudem beide Springen in Deutschland. Seine beste Saison war die Saison 1982/83, bei der er mit dem Gewinn von sieben Weltcup-Punkten erstmals in die Weltcup-Gesamtwertung sprang und am Ende gemeinsam mit Manfred Deckert und John Denney den 50. Platz belegte.

## Bungee-Springen

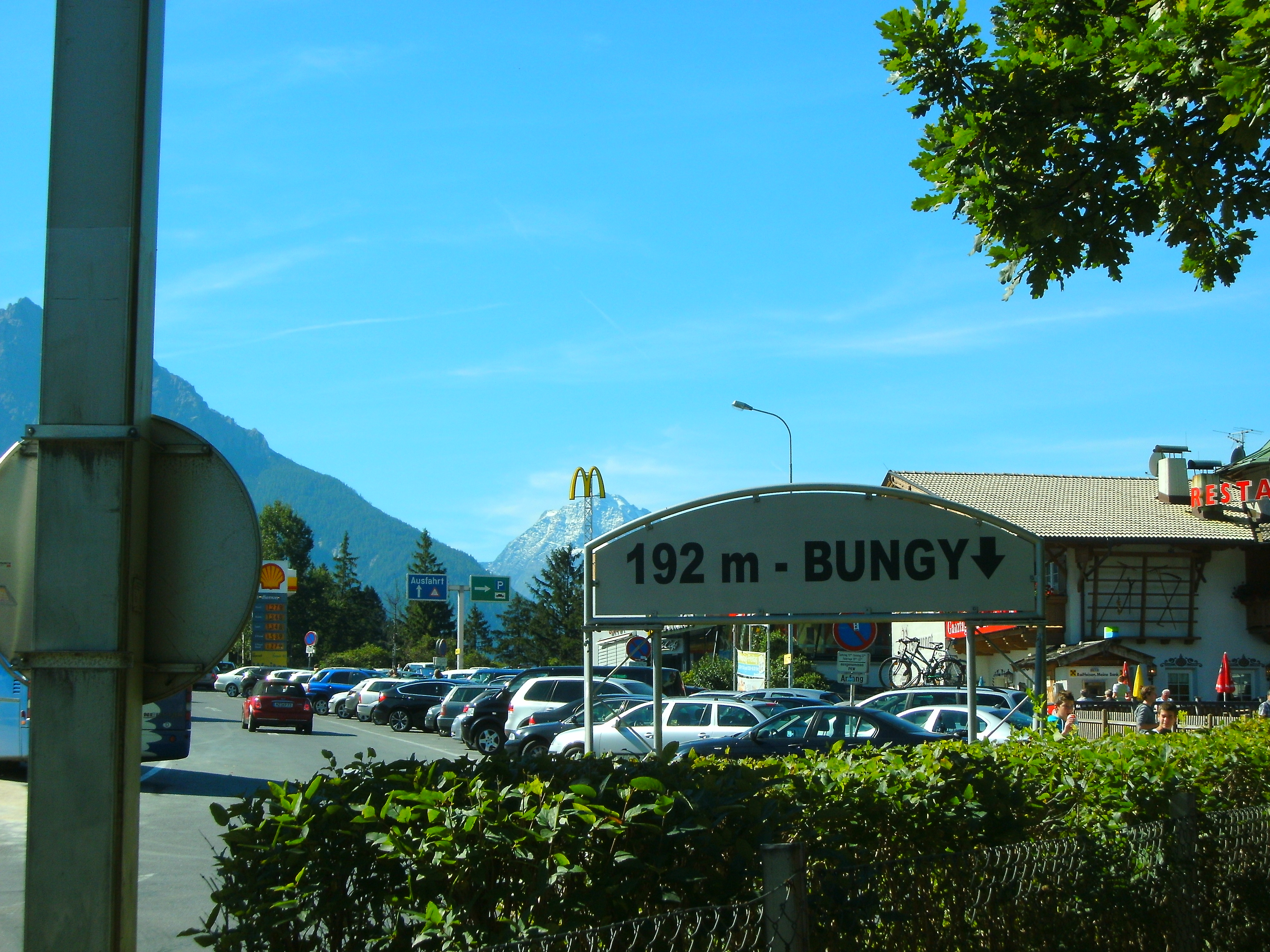
Rupert Hirner Bungee Jumping

1989 absolvierte Hirner seinen ersten Bungy Sprung in Nanaimo. 1990 folgten weitere in Österreich von der Präbichlbrücke und er gründete die Firma Rupert Hirner Bungy Jumping GmbH. 1992 gelang ihm der erste 100-m-Jump Österreichs vom Heißluftballon im Rahmen der Vierschanzentournee in Bischofshofen. Seit 1993 veranstaltet er Bungy Sprünge, auch über 100 Meter für Publikum. Am 3. Oktober desselben Jahres sprang Rupert Hirner zum ersten Mal von der Europabrücke und am 3. Oktober des folgenden Jahres vom Berliner Fernsehturm vor über 100.000 Zusehern. Rupert Hirner ist als Geschäftsführer der Firma Rupert Hirner Bungy Jumping tätig. Die Gesellschaft veranstaltet Bungy-Sprünge von der Europabrücke, Kölnbreinsperre, Schlegeissperre, in Mondsee und von mobilen Bungy-Absprungrampen.

## Erfolge

### Weltcup-Platzierungen
| Saison  | Platz | Punkte |
| ------- | ----- | ------ |
| 1982/83 | 50.   | 07     |